# هندریک اوفرهاوس
هندریک اوفرهاوس (هلندی: Hendrik Offerhaus; ۲۰ مهٔ ۱۸۷۵ – ۲ سپتامبر ۱۹۵۳) قایقران روئینگ اهل هلند بود.